# Acosma equatorialis
Acosma equatorialis is een vlinder uit de familie houtboorders (Cossidae). De wetenschappelijke naam van deze soort werd voor het eerst gepubliceerd in 2011 door Roman Viktorovitsj Jakovlev.
De soort komt voor in Congo-Brazzaville en Congo-Kinshasa.